# Alken (Dania)
Alken – miasto w Danii, w regionie Jutlandia Środkowa, w gminie Skanderborg.